# Masataka Yanagida
Masataka Yanagida (Japans: 柳田 真孝, Yanagida Masataka) (Tokio, 4 juni 1979) is een Japans autocoureur. Hij is de zoon van eveneens autocoureur Haruhito Yanagida.

## Carrière
Yanagida begon zijn autosportcarrière in het karting in 1993. In 1997 maakte hij zijn debuut in het formuleracing in de Formule Renault Campus, voordat hij in 1998 overstapte naar de Franse Formule Renault. In 1999 stapte hij over naar de Formule Dream, waar hij een jaar later vijf overwinningen behaalde.
In 2001 maakte Yanagida zijn debuut in de Formule 3 in de All-Japan F3 en maakte hij ook zijn debuut in de GT-auto's in de Super GT. In de Formule 3 eindigde hij als zevende en in de GT als vierde in de GT300-klasse, waar hij samen met Yuji Ide in reed. In de GT300-klasse verbeterde hij zichzelf in 2002 naar een derde plaats, voordat hij deze klasse in 2003 won. In 2004 keerde hij terug naar de Japanse Formule 3 waarin hij als tiende eindigde. In 2005 keerde hij terug in de Super GT in de GT500-klasse, waar hij samen met Michael Krumm als vijfde eindigde.
In 2010 maakte Yanagida zijn debuut in het World Touring Car Championship in zijn thuisrace op het Okayama International Circuit voor het team Wiechers-Sport. Hij eindigde de races respectievelijk als zeventiende en veertiende, waarmee hij puntloos bleef.